# Love Kellberg
Love Gustaf-Adolf Kellberg, född 6 november 1922 i Stockholm, död 13 juli 2010, var en svensk diplomat.

## Biografi
Kellberg avlade juris kandidatexamen 1945 innan han blev attaché vid Utrikesdepartementet (UD) 1946. Han tjänstgjorde vid beskickningen i Warszawa och i Gdańsk 1947–1949, New Delhi 1950. Kellberg blev generalkonsul i Bombay 1951. Han var sekreterare (tillförordnad chargé d’affaires) vid beskickningen i Karachi 1954–1956, chef vid UD:s juridiska byrå 1959, ambassadör i Lagos 1961 jämväl Porto-Novo 1961–1963 och generalkonsul i New York 1963. Kellberg var utrikesråd och chef för UD:s rättsavdelning 1963–1975, chef för UD:s administrativa avdelning 1975–1978 (expeditionschef) och ambassadör i Oslo 1978–1987.
Han var svenskt ombud vid FN:s kommissariat för de mänskliga rättigheterna 1966–1968, FN:s juridiska rymdkommitté 1964–1968, ledamot av europeiska kommissionen för de mänskliga rättigheterna från 1969 samt ombud vid Sveriges delegation i FN:s generalförsamling 1967, 1968, 1969, 1970 och 1971. Kellberg var även ordförande i olika förhandlingsdelegationer, UD:s konsulära nämnd, understödsnämnden för rysslandssvenskar, sakkunnig i olika expertkommittéer i Europarådet, ledamot av permanenta skiljedomstolen i Haag 1979–2004, ordförande i Svenska Institutet för Internationell rätt 1987–1996 samt ledamot av Europeiska kommissionen till förhindrande av tortyr 1987–1996.
Kellberg förde Sveriges talan i många viktiga folkrättsliga förhandlingar både inom FN, Europarådet och bilateralt. Han var den som ledde och fullföljde förhandlingarna med Norge om det gränsöverskridande renbetet som resulterade i 1972 års svensk-norska renbeteskonvention. Dessa förhandlingar, där svenska, norska och samiska intressen skulle vägas samman, hade en komplicerad historisk bakgrund som bottnade i den så kallade lappkodicillen, knuten till 1751 års svensk-danska gränstraktat, som fastställde gränsen mellan Sverige och Norge.
Kellberg behöll upp i hög ålder ett aktivt intresse för renbetesfrågorna och samernas problem och hade många vänner inom den samiska befolkningsgruppen.

### Familj
Kellberg var son till regeringsrådet Erik Kellberg och Märta Hummel. Han  gifte sig 1949 med Agnes Dieden (född 1922), dotter till direktör Berthold Dieden och Märta Faxe. Han gifte om sig år 1977 med Gunvor Perman (född 1934), dotter till bankdirektör Frithiof Ahrén och Aagot Bruu. Han var far till Erik (1949–2013), Agneta (född 1953) och Charlotte (född 1964).
Kellberg var medlem av Timmermansorden, och var ättling till Carl von Linné.
Love Kellberg avled 2010 och är gravsatt på Lidingö kyrkogård.

## Utmärkelser
- Kommendör av Nordstjärneorden (KNO1kl, 1974)
- Officer av Nederländska Oranien-Nassauorden (Off-NedONO)
- Storofficer av Förbundsrepubliken Tysklands förtjänstorden (StoffTyskRFO, 1970)